# Język pande-gongo
Język pande-gongo, także ipande – zagrożony wymarciem język z rodziny bantu, używany w Republice Środkowoafrykańskiej w prefekturze Mambéré-Kadéï i w specjalnej strefie ekonomicznej Sangha-Mbaéré.
W klasyfikacji Guthriego zaktualizowanej przez J.F. Maho język pande-gongo zaliczany jest do języków ngondi grupy geograficznej języków bantu C, a jego kod to C12.
Dialekty języka pande-gongo to pande (C12a) i bogongo (gongo) (C12b); Lewis et al. podają więcej nazw alternatywnych dla bogongo: bugongo, bukongo, gongo i dla pande: linyeli, linzeli, ndjeli, ngili, njeli.